# Miguel Hidalgo, Victoria
Miguel Hidalgo är en ort i Mexiko.   Den ligger i kommunen Victoria och delstaten Tamaulipas, i den centrala delen av landet, 500 km norr om huvudstaden Mexico City. Miguel Hidalgo ligger 263 meter över havet och antalet invånare är 134.
Terrängen runt Miguel Hidalgo är varierad. Runt Miguel Hidalgo är det ganska tätbefolkat, med 207 invånare per kvadratkilometer. Närmaste större samhälle är Ciudad Victoria, 9,7 km söder om Miguel Hidalgo. Runt Miguel Hidalgo är det i huvudsak tätbebyggt.